# جيسون كريستي (دراج)
جيسون كريستي (بالإنجليزية: Jason Christie)‏ مواليد 25 أبريل 1969 في ألبرتا، كندا، هو دراج كندي سابق.

## روابط خارجية
- جيسون كريستي على موقع دوري الهوكي الوطني (الإنجليزية)
- جيسون كريستي على موقع EliteProspects.com (الإنجليزية)
- جيسون كريستي على موقع HockeyDB.com (الإنجليزية)